# 8. dzielnica Paryża
8 dzielnica Paryża (fr. 8e arrondissement de Paris) – jedna z 20 paryskich dzielnic. Leży na prawym brzegu Sekwany, w jej centrum znajdują się Pola Elizejskie.
Wraz z 2. oraz 9. dzielnicą Paryża stanowi jedno z centrów biznesowych Paryża. Według danych z 1999 w 8. dzielnicy zatrudnionych było więcej osób niż w jakiejkolwiek innej dzielnicy stolicy Francji.
W 8. dzielnicy znajdują się liczne ciekawe miejsca oraz zabytki turystyczne, w tym m.in. Pola Elizejskie, Łuk Triumfalny, Plac Concorde, a także Pałac Elizejski, który jest siedzibą prezydenta Francji.
Władze dzielnicy mają siedzibę w budynku Hôtel Cail przy Rue de Lisbonne.

## Geografia
Łączna powierzchnia 8. dzielnicy wynosi 3,88 km².

## Podział
8. dzielnica Paryża dzieli się na cztery mniejsze dzielnice administracyjne (quartier):
- Quartier des Champs-Élysées (29. dzielnica Paryża)
- Quartier du Faubourg-du-Roule (30.dzielnica Paryża)
- Quartier de la Madeleine (31. dzielnica Paryża)
- Quartier de l'Europe (32. dzielnica Paryża)

## Mapa dzielnicy

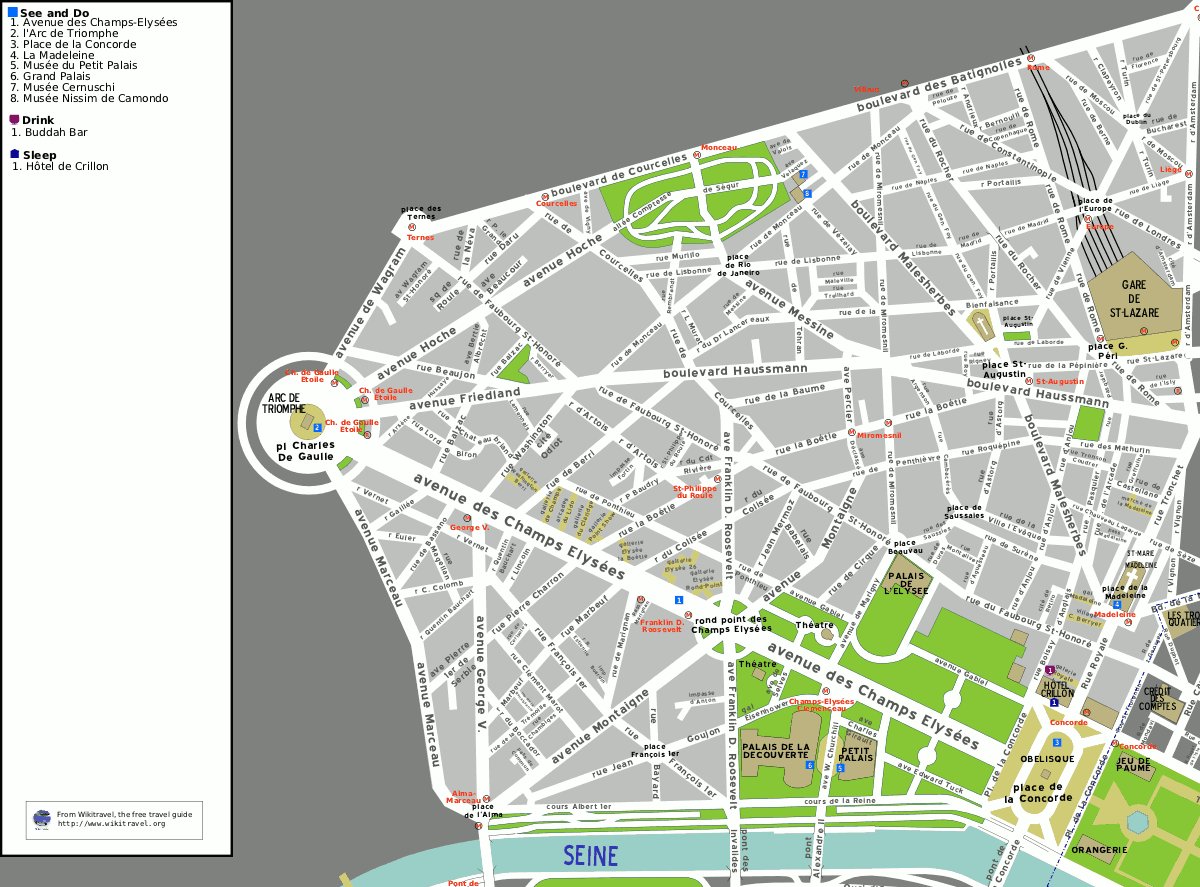
Mapa 8. dzielnicy Paryża

## Demografia
Szczyt zaludnienia 8. dzielnica osiągnęła w 1891. Wówczas zamieszkiwało ją 107 485 mieszkańców. Od czasu, kiedy dzielnica przekształciła w centrum biznesowe, liczba mieszkańców spadła do obecnego poziomu wynoszącego 39 314 osób. 8. dzielnica dzięki swojemu biznesowemu charakterowi posiada największą liczbę miejsc pracy w Paryżu, zatrudniając 171 444 osób.

### Zmiana populacji dzielnicy
| Rok                       | Populacja | Gęstość (na km²) |
| ------------------------- | --------- | ---------------- |
| 1872                      | 75 796    | 19 535           |
| 1891 (szczyt populacji)   | 107 485   | 27 695           |
| 1954                      | 80 827    | 20 832           |
| 1962                      | 74 577    | 19 216           |
| 1968                      | 67 897    | 17 495           |
| 1975                      | 52 999    | 13 656           |
| 1982                      | 46 403    | 11 956           |
| 1990                      | 40 814    | 10 516           |
| 1999                      | 39 314    | 10 130           |
| 2005 liczba przewidywalna | 38 700    | 9972             |

## Ważniejsze miejsca oraz zabytki w 8. dzielnicy
- Łuk Triumfalny
- HEC Alumni
- Hôtel Potocki
- Pałac Elizejski
- Gare Saint-Lazare
- Grand Palais
- Musée Jacquemart-André
- Musée Nissim de Camondo
- Musée Cernuschi
- Park Monceau
- Petit Palais
- Kościół Saint Augustin
- Most Aleksandra III
- Kaplica Pokutna
- Bulwar Haussmanna
- Rue du Faubourg Saint-Honoré
- Kościół de la Madeleine
- Pomnik Adama Mickiewicza